# Seznam uměleckých realizací ve veřejném prostoru v Liboci
Seznam uměleckých realizací v Liboci v Praze 6 obsahuje tvorbu výtvarných umělců umístěnou ve veřejném prostoru v katastrálním území Liboc. Seznam je řazen podle ulic a nemusí být úplný.

## Seznam uměleckých realizací
| Název                             | Fotografie                                                                | Lokace                                            | Autor                                              | Rok  | Popis                | Poznámka                                                                       |
| --------------------------------- | ------------------------------------------------------------------------- | ------------------------------------------------- | -------------------------------------------------- | ---- | -------------------- | ------------------------------------------------------------------------------ |
| Kamenný květ                      | Kategorie „Kamenný květ“ na Wikimedia Commons                             | Evropská 50°5′32,93″ s. š., 14°19′19,05″ v. d.    | Zdena Fibichová (1933–1991)                        | 1971 | socha, trachyt       | součást výtvarného řešení rekonstruované trasy Kladenská - Velvarská 1964–1972 |
| Jan Roháč z Dubé                  | Kategorie „Statue of Jan Roháč z Dubé by Alois Sopr“ na Wikimedia Commons | Obora Hvězda 50°5′4,62″ s. š., 14°20′10,8″ v. d.  | Alois Sopr (1913–1993) František Marek (1899-1971) | 1960 | socha, pískovec      | Obora Hvězda původně určeno pro Staroměstskou radnici                          |
| Husitská žena                     |                                                                           | Obora Hvězda 50°5′0,97″ s. š., 14°19′36,11″ v. d. | Jan Jiřikovský (1906–1990)                         | 1959 | socha, pískovec      | Obora Hvězda                                                                   |
| Fontánka poblíž zastávky Vlastina | Kategorie „Fontána v ulici Vlastina“ na Wikimedia Commons                 | Vlastina 50°5′28,67″ s. š., 14°18′58,45″ v. d.    | Ing. arch. Daniel Špička Radek Nepraš              | 1975 | fontána, umělý kámen | roh ulic Vlastina a U Silnice, nefunkční                                       |